# Liane, l'esclave blanche
Pour plus de détails, voir Fiche technique et Distribution.
Liane, l'esclave blanche (titre original : Liane, die weiße Sklavin) est un film italo-allemand réalisé par Hermann Leitner sorti en 1957.
Il s'agit de la suite de Liane la sauvageonne, adaptation du roman d'Anne Day-Helveg (de) Liane, das Mädchen aus dem Urwald.

## Synopsis
Déçue par la civilisation, Liane s'est retirée dans la jungle. Elle vit avec la tribu Watu et est maintenant leur reine. Une autre expédition atteint la tribu. Un certain Frank apporte des nouvelles de Thoren, le compagnon de sa vie à Hambourg. Il peut amener Liane vers lui. Après quelques hésitations, Liane cède, mais emmène avec elle deux familiers, Tanga et Ku-Lala.
Cependant, l'avion, un Miles Aerovan (en), doit effectuer un atterrissage d'urgence à l'aéroport le plus proche en raison d'un manque de carburant. Là, la police demande que le marchand d'esclaves Frazer, qui vient d'être arrêté, soit emmené dans l'avion. Grâce à son pouvoir de persuasion, Frazer persuade Liane de le libérer. Le policier qui l'accompagnait est abattu. Frazer force l'équipage à atterrir dans la jungle. Liane a maintenant vu sa bêtise. Frank parvient à maîtriser Frazer. Ils traversent la brousse et trouvent refuge dans un village indigène.
Le village est ensuite attaqué par les hommes de main de Frazer, tuant Tanga. Liane est kidnappée par les marchands d'esclaves. Frank la cherche avec Ku-Lala et trouve le camp bédouin. Ils libèrent Liane, mais l'évasion échoue. Frank est grièvement blessé, abandonné et secouru par une caravane qui passe.
Pendant ce temps, Frazer essaie de mettre la main sur la fortune de Liane. Mais elle parvient à nouveau à s'échapper. Elle se rend en ville pour rejoindre Frank. Elle est interceptée par les hommes du marchand Ibrahim. Il veut l'épouser, mais uniquement dans le but d'acquérir sa propriété. Frank reçoit l'aide du prince Derman. Une dernière poursuite à cheval s'ensuit, dans laquelle Frank tire sur Ibrahim, Frazer est également tué et Liane est sauvée des méchants.

## Fiche technique
- Titre : Liane, l'esclave blanche
- Titre original : Liane, die weiße Sklavin
- Réalisation : Hermann Leitner assisté d'Ursula Baumann
- Scénario : Ernst von Salomon
- Musique : Erwin Halletz
- Direction artistique : Ernst H. Albrecht
- Costumes : Teddy Rossi-Turai
- Photographie : Kurt Grigoleit (de), Carlo Montuori
- Son : Oskar Haarbrandt (de)
- Montage : Liesgret Schmitt-Klink
- Production : Helmuth Volmer (de)
- Société de production : Arca-Filmproduktion, Arca-Cinematografica S.p.a.
- Société de distribution : Neue Filmverleih
- Pays de production :  Allemagne de l'Ouest,  Italie
- Langue : allemand
- Format : Couleur - 1,66:1 - Mono - 35 mm
- Genre : Aventures
- Durée : 86 minutes
- Dates de sortie :
  - Allemagne de l'Ouest : 11 octobre 1957.
  - Italie : 2 avril 1958.
  - France : 30 juillet 1958[1].

## Distribution
- Marion Michael : Liane
- Adrian Hoven : Frank
- Friedrich Joloff (de) : Frazer
- Rik Battaglia : Ibrahim
- Rolf von Nauckhoff : Professeur Danner
- Marisa Merlini : Sœur Angelika
- Saro Urzì : Emilio, policier
- Lei Ilima : Ku-Lala
- Ed Tracy : Kersten
- Rainer Penkert : Funker
- Nerio Bernardi : Prince Derman
- Jean-Pierre Faye : Tanga

## Production
Une scène du film Les Quatre Cents Coups réalisé par François Truffaut, tourné fin 1958, se passe lors d'une projection de Liane, l'esclave blanche.